# Cristian Malán
Cristian Malán (* Nueva Helvecia, Uruguay, 3 de abril de 1992). es un futbolista Uruguayo que juega de mediocampista actualmente sin club, es hermano del futbolista Gonzalo Malán.

## Clubes
| Club                      | País    | Año         |
| ------------------------- | ------- | ----------- |
| Sud América               | Uruguay | 2011-2013   |
| Rocha FC                  | Uruguay | 2013 - 2014 |
| Plaza Colonia             | Uruguay | 2014-2016   |
| Villa Española            | Uruguay | 2016        |
| Delfín SC                 | Ecuador | 2017 - 2018 |
| Associazione Calcio Prato | Italia  | 2018 - 2019 |

### Estadísticas
| Club                     | Temporada   | Liga  | Liga  | Copa Nacional | Copa Nacional | Copa Internacional | Copa Internacional | Total | Total |       |
| Club                     | Temporada   | Part. | Goles | Part.         | Goles         | Part.              | Goles              | Part. | Goles | Asis. |
| ------------------------ | ----------- | ----- | ----- | ------------- | ------------- | ------------------ | ------------------ | ----- | ----- | ----- |
| Sud América · Uruguay    | 2011 / 2012 | 22    | 0     | -             | -             | -                  | -                  | 22    | 0     | 1     |
| Sud América · Uruguay    | 2012 / 2013 | 6     | 0     | -             | -             | -                  | -                  | 6     | 0     | 1     |
| Total                    | Total       | 28    | 0     | -             | -             | -                  | -                  | 28    | 0     | 2     |
| Rocha FC · Uruguay       | 2013 / 2014 | 13    | 0     | -             | -             | -                  | -                  | 13    | 0     | 0     |
| Total                    | Total       | 13    | 0     | -             | -             | -                  | -                  | 13    | 0     | 0     |
| Plaza Colonia · Uruguay  | 2014 / 2015 | 17    | 2     | -             | -             | -                  | -                  | 17    | 2     | 1     |
| Plaza Colonia · Uruguay  | 2015 / 2016 | 24    | 4     | -             | -             | -                  | -                  | 24    | 4     | 3     |
| Total                    | Total       | 41    | 6     | -             | -             | -                  | -                  | 41    | 6     | 4     |
| Villa Española · Uruguay | 2016        | 10    | 0     | -             | -             | -                  | -                  | 10    | 0     | 1     |
| Delfín Sporting Club     | 2017        | 14    | 0     |               |               |                    |                    | 14    | 0     | 0     |
| Total                    | Total       | 10    | 0     | -             | -             | -                  | -                  | 10    | 0     | 1     |
| Total                    | Total       | 92    | 6     | -             | -             | -                  | -                  | 92    | 6     | 7     |

- Actualizado al 02.12.15

## Palmarés

### Campeonatos nacionales
| Logro                       | Club          | País    | Año     |
| --------------------------- | ------------- | ------- | ------- |
| Campeón Segunda División    | Sud América   | Uruguay | 2012-13 |
| Subcampeón Segunda División | Plaza Colonia | Uruguay | 2014-15 |
| Campeón Torneo Clausura     | Plaza Colonia | Uruguay | 2016    |